# Geoffrey Newton Sharp
Geoffrey Newton Sharp (* 14. Juni 1914 in Leeds; † 29. März 1974 in Chelmsford) war ein britischer Musikkritiker und Musikschriftsteller.

## Leben und Werk
Geoffrey Newton Sharp studierte von 1932 bis 1935 Maschinenbau am Trinity College in Cambridge und war im Hauptberuf Unternehmer. Daneben studierte er am Royal College of Music in London von 1937 bis 1939 Musikgeschichte.
1940 gründete er in Cambridge die Zeitschrift The Music Review (MR), deren Herausgeber er bis zu seinem Tode war. Daneben schrieb er Beiträge für andere Zeitschriften und Zeitungen (unter anderem für die Sunday Times).